# Aghavnatun
Aghavnatun là một đô thị thuộc tỉnh Armavir, Armenia. Dân số ước tính năm 2011 là 3497 người.